# Nonnus antennatus
Nonnus antennatus là một loài tò vò trong họ Ichneumonidae.